# ستاد خالد بن محمد
ستاد خالد بن محمد هو ملعب متعدد الاستخدامات في الشارقة في دولة الإمارات العربية المتحدة. يستخدم حاليًا في الغالب لمباريات كرة القدم وهو الملعب الرئيسي لنادي الشعب. يتسع الملعب لحوالي 12000 شخص. فتتح الملعب في عام 1974 وكان أول ملعب بأرضية عشبية.